# Соколівка (Хмельницький район)
Соколі́вка — село в Україні, у Ярмолинецькій селищній громаді Хмельницького району Хмельницької області.

## Географія
Подільське село Соколівка розташоване в південно-західній частині України. Через село проходить автошлях національного значення Н03.

## Історія
З 24 серпня 1991 року село входить до складу незалежної України.
12 червня 2020 року, відповідно з розпорядження Кабінету Міністрів України № 727-р «Про визначення адміністративних центрів та затвердження територій територіальних громад Хмельницької області», Соколівська сільська рада об'єднана з Ярмолинецькою селищною громадою.
17 липня 2020 року, в результаті адміністративно-територіальної реформи та ліквідації Ярмолинецького району, село увійшло до складу новоутвореного Хмельницького району.

## Населення
Населення становить 1773 осіб (2001).

### Мова
Розподіл населення за рідною мовою за даними перепису 2001 року:
| Мова       | Кількість | Відсоток |
| ---------- | --------- | -------- |
| українська | 1743      | 98.31%   |
| румунська  | 15        | 0.85%    |
| російська  | 10        | 0.56%    |
| вірменська | 4         | 0.23%    |
| білоруська | 1         | 0.05%    |
| Усього     | 1773      | 100%     |

## Символіка

### Герб
На червоному щиті на опуклій базі, вищерблено перетятій зеленим і срібним з лазуровою вищербленою нитяною балкою, сидить срібний сокіл із золотими дзьобом та лапами. Щит вписаний у золотий декоративний картуш і увінчаний золотою сільською короною. Унизу картуша напис «СОКОЛІВКА».

### Прапор
Квадратне полотнище поділене у співвідношенні 15:2:1:1:1 горизонтально опукло і три рази вищерблено на п'ять смуг — червону, зелену, білу, синю і білу. На перетині верхніх смуг сидить білий сокіл із жовтими дзьобом та лапами.

### Пояснення символіки
Сокіл означає назву села (герб є промовистим), вищерблена база — річку Ушицю. На прапорі повторюються кольори та фігури герба.

## Пам'ятки
У селі є пам'ятка місцевого значення — зруйнований пам'ятник Т. Г. Шевченку, виготовлений Чернівецькою ХВМ, встановлений в 1984. Погруддя — залізобетон, постамент — цегла, цемент. Розмір погруддя: 1,1 м, постаменту: 2,1 х 0,8 х 0,75. Рішення про взяття пам'ятки під охорону № 206 від 21,08.1985.
Між селом та смт Ярмолинці знаходиться лісовий заказник місцевого значення Соколівщина.

## Об'єкти соціальної сфери
На території села функціонують:
- Адміністративна будівля колишньої сільської ради;
- Соколівська ЗОШ І—ІІІ ст;
- Загальноосвітня школа-інтернат;
- Будинок культури;
- Дитячий дошкільний навчальний заклад «Барвінок»;
- Амбулаторія;
- Церква.

## Економіка
На території села функціонують:
- 7 крамниць;
- ТОВ Торговий дім «Маркет плюс»;
- ТОВ Агрофірма «Ансевіан»;
- ПП «Укр-Петроль»;
- СФГ «Оріана»;
- ПП Агрофірма «БЕСТ».

## Персоналії
Уродженці села:
- Рисюк Ілля Григорович (1921—1945) — Герой Радянського Союзу.
- Хоптяр Сергій Вікторович (1996—2016) — старший солдат Збройних сил України, учасник російсько-української війни.
- Чавалах Дмитро Петрович — український військовослужбовець, старший лейтенант Збройних сил України, учасник російсько-української війни, Герой України.
- Тетяна Шутяк (1996—2023) — заступниця керівника Патронатної служби МВС України (2023)[4][5].

Пов'язаний із селом:
- Проскурівський Анатолій Францович — український волейбольний тренер[6].